# Wolseley Python
Wolseley Python — letecký motor vyráběný během roku 1917 firmou Wolseley Motors Ltd. z anglického Birminghamu. Jednalo se o licenci francouzského motoru Hispano-Suiza 8Aa (Python I) a 8Ab (Python II). Firma Wolseley vyrobila pouze 100 motorů Python I (řada z nich byla později přestavěna na výkonnější verzi Python II se zvýšeným kompresním poměrem). Krátce poté byl ve výrobě nahrazen typem Wolseley Viper. Poháněl stíhací letouny S.E.5 a SPAD S.VII.

## Sériově vyráběné verze
- Wolseley W.4A Python I, 150 hp
- Wolseley W.4A Python II, 180 hp

## Technická data

### W.4A Python I, 150 hp
- Typ: čtyřdobý zážehový vodou chlazený vidlicový osmiválec, bloky válců svírají úhel 90 stupňů, s přímým náhonem vrtule

- Vrtání válce: 120 mm
- Zdvih pístu: 130 mm
- Celková plocha pístů: 904,78 cm²
- Zdvihový objem motoru: 11 762 cm³
- Kompresní poměr: 4,70
- Rozvod: dvouventilový
- Mazání: tlakové, oběžné
- Zapalování: magnety
- Příprava palivové směsi: karburátorem
- Hmotnost suchého motoru (tj. bez provozních náplní): 206,4 kg

- Výkony:
  - vzletový: 150 hp (112 kW) při 1500 ot/min
  - maximální: 165 hp (123 kW) při 1600 ot/min

### W.4A Python II, 180 hp
- Kompresní poměr: 5,30
- Hmotnost suchého motoru: 208,7 kg

- Výkony:
  - vzletový: 180 hp (134 kW) při 1500 ot/min
  - maximální: 190 hp (141 kW) při 1600 ot/min